# سنکاسه
سنکاسه (به لاتین: Senkase) یک منطقهٔ مسکونی در توگو است.